# Ida Henrietta Hyde
Pour les articles homonymes, voir Hyde.
Ida Henriette Hyde, née le 8 septembre 1857 à Davenport (Iowa) et morte le 22 août 1945 à Berkeley (Californie), est une physiologiste américaine connue pour avoir développé une micro-électrode assez puissante pour stimuler des tissus chimiquement ou électriquement, mais assez petite pour injecter ou retirer des tissus à partir d'une cellule.